# Harry Waya
Harry Waya (Nyasalandia, 9 de mayo de 1957) es un exfutbolista de Malawi que jugaba en la posición de defensa.

## Carrera

### Club
Jugó toda su carrera con el Bullets FC de 1975 a 1987, con el que fue campeón nacional en 1986, ganó un título de copa y seis ediciones de la Copa Kamuzu.

### Selección nacional
Jugó para Malaui en 126 ocasiones de 1977 a 1987 y anotó ocho goles; participó en la Copa Africana de Naciones 1984, nueve ediciones de la Copa CECAFA y dos ediciones de los Juegos Panafricanos.

## Logros
- Super Liga de Malaui (1): 1986
- Copa Castle (1): 1975
- Copa Kamuzu (6): 1975, 1979, 1980, 1981, 1983, 1986